# Chiesa dei Santi Vito e Modesto (Pratovecchio)
La chiesa dei Santi Vito e Modesto è un edificio sacro che si trova in località Lonnano, a Pratovecchio.
Risalente al XII secolo, l'edificio, che ha sul fianco sinistro una torre campanaria, presenta una facciata del tipo a capanna con due tipi di paramenti murari: nella parte inferiore più antico a grandi conci di pietra squadrata, mentre quello superiore è a bozze di pietra più piccole. Il portale, riquadrato in epoca settecentesca, mantiene dell'originaria apertura l'arco e la lunetta sopra l'architrave. La chiesa ha subito rifacimenti sette-ottocenteschi. 
All'interno, ad aula unica absidata, coperto da capriate lignee, è conservata in fondo alla parete destra una tela centinata con San Domenico e Santa Caterina di Giuseppe Gori, allievo di Francesco Botti, firmata e datata 1684, che incornicia un'immagine della Madonna col Bambino.
In fondo a sinistra si apre una cappella che contiene un altare secentesco con un dipinto anonimo di una Madonna addolorata dello stesso periodo.
Ai lati dell'arco trionfale sono due tele seicentesche raffiguranti i Santi Vito e Modesto inginocchiati del fiorentino Benedetto Veli: le due figure, ritagliate, facevano parte di un dipinto che fino ad un secolo fa era collocato sull'altare destro. 